# 六花千代
六花千代（日语：六花チヨ，8月25日—），日本漫畫家，現居於日本三重縣。

## 經歷
24歲出道。2007年作品《IS 上帝的惡作劇》獲得第31屆講談社漫畫賞少女部門賞。 